# Sharon Ramírez
Sharon Julieth Ramírez Cubillos, más conocida como Sharon Ramírez (Bogotá, 29 de enero de 2001) es una futbolista colombiana quien juega como mediocampista actualmente en la Universidad de Concepción de Primera división de Chile.
La mediocampista Sharon Ramírez comenzó su amor por el futbol hacia los 12 años en el Colegio de la Sede Principal de la Universidad Libre (Colombia), pero se graduó del Liceo Campestre Moderno de Bogotá. Ha sido convocada para la Selección femenina de fútbol sub-17 de Colombia, donde participó en el Sudamericano Sub-17 de 2018 realizado en Argentina logrando la clasificación al Mundial Sub-17 de 2018 que se disputó en Uruguay. También hizo parte de la Selección Femenina de fútbol sub-20 que participó en los Juegos Bolivarianos de 2017 realizados en Santa Marta donde Colombia obtuvo medalla de oro. Fue convocada para jugar el Sudamericano Sub-20 de 2018, realizado en Ecuador y los Juegos Suramericanos de 2018 que se disputaron en Cochabamba obteniendo medalla de plata. También ha competido varias veces con la Selección Bogotá, en 2017 fue convocada a la prejuvenil y quedó campeona nacional venciendo por penales a Antioquia en la final.
Durante su etapa en Millonarios (2019-2022) se convirtió en capitana y disputó 45 de los 48 partidos disputados por en el equipo embajador.
A finales de marzo de 2024, se incorpora al plantel de Universidad de Concepción para defender al club universitario en la Primera división de Chile.

## Clubes

### Formativo
| Club     | País     | Año         |
| -------- | -------- | ----------- |
| Gol Star | Colombia | 2013 - 2016 |

### Profesional
| Club                      | País     | Año           | Partidos | Goles |
| ------------------------- | -------- | ------------- | -------- | ----- |
| Cúcuta Deportivo          | Colombia | 2017          | 10       | 0     |
| Millonarios               | Colombia | 2019-2022     | 45       | 1     |
| Club Olimpia              | Paraguay | 2022-2023     | 2        | 0     |
| Universidad de Concepción | Chile    | 2024-presente | 1        | 0     |

## Palmarés
- Juegos Bolivarianos de 2017 Medalla de Oro
- Juegos Suramericanos de 2018 Medalla de Plata